# Шевяков, Юрий Иванович

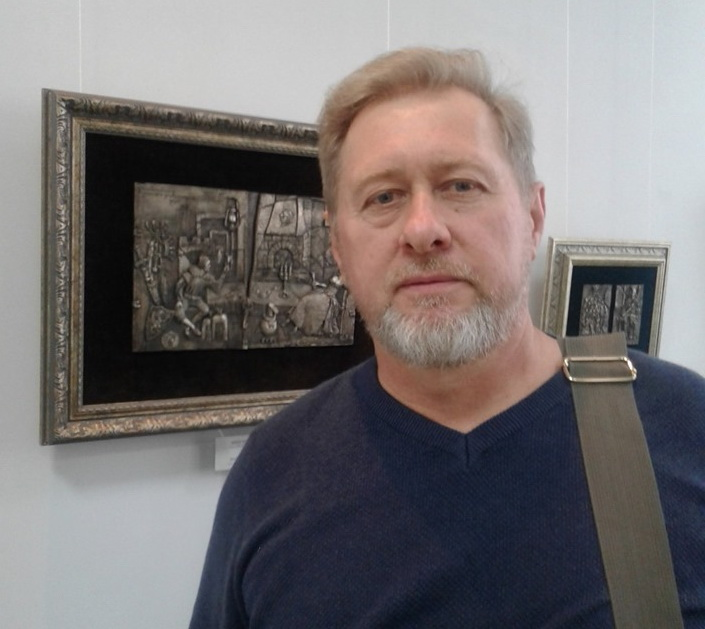
Шевяков Юрий Иванович

Шевяков Юрий Иванович - художник-медальер, член Национального союза  художников Украины (НСХУ) и Международной Федерации Художественной Медали (FIDEM), с 2009 года делегат F.I.D.Е.М. в Украине. 
Родился 22 августа 1955 года в г. Донецке. В 1977 году окончил Донецкий политехнический институт по специальности «Автоматизация и электрификация подземных горных работ». В 1985 году окончил Ждановский филиал Донецкого художественного училища.
С 1988 года работал директором  Художественно производственного комбината Союза художников СССР в  г. Жданове.
Активную творческую деятельность Юрий Шевяков начал в 1987 году с  участия  во II-й Республиканской выставке скульптуры в г. Киеве. Участвовал более чем в 30-ти всеукраинских художественных выставках, а также в выставках проводимых в городах  Украины.
В 2008 году участник международного проекта «Украіна в III тисячолітті. Традиції. Інновації. Інвестиції». Награжден «Почесною Відзнакою «Суспільне  Визнання» за весомий вклад в национальную  историю Украины. Имя внесено в каталог «Особистість ІІІ тисячоліття. Національні лідери України».
В 2009 году участник Национальной программы «Мистецький Олімп України». Награжден дипломом «За весомий вклад  в развитие культуры и искусства Украины»,  Внесен в каталог «Мистецький Олімп України».
Работы Юрия Шевякова находятся в Шевченковском Национальном заповеднике Тарасова гора  (г. Канев, Украина), музее Храма Христа Спасителя (г. Москва, Россия), Симферопольском художественном музее (Республика Крым),  музее Куинджи (г. Мариуполь, Украина),  Донецком художественном музее, а также в частных коллекциях более чем в 10 странах.

## Работы

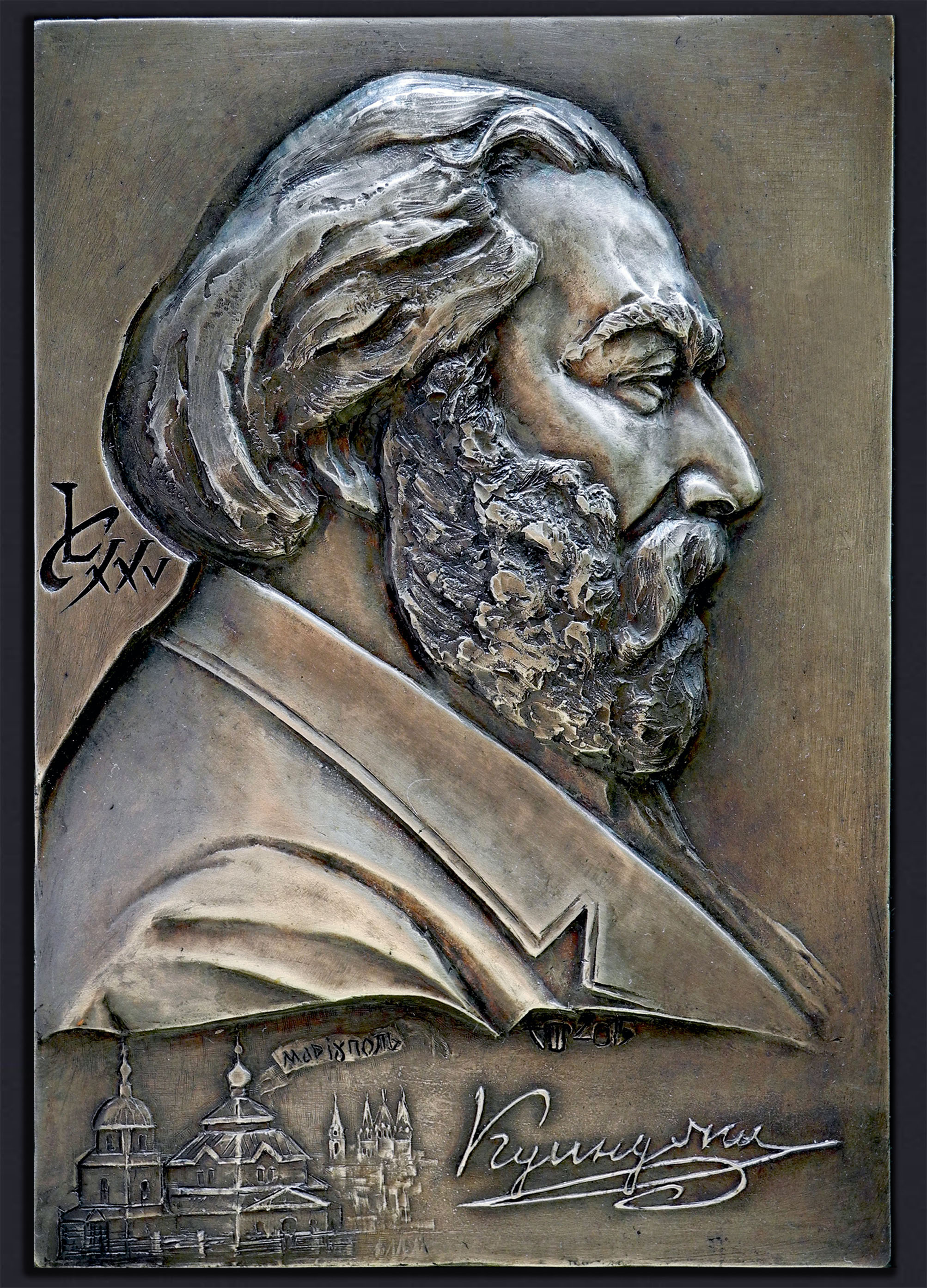
Плакета КУИНДЖИ А. И. 175 лет

## Выставки
Участие в международных выставках:
- 1987 - I-я  Республиканская  Выставка Медальерного Искусства  г. Санкт-Петербург, РСФСР
- 2004 - Международная XXIX Выставка Медальерного Искусства FIDEM г. Сейшал, Португалия
- 2005 - IV Международная Биеннале Медальерного Искусства г. Сейшал, Португалия
- 2005 - Всеукраинская Триеннале Скульптуры г. Киев, Украина
- 2007 - Международная XXX Выставка Медальерного искусства FIDEM г. Колорадо-Спрингс, США
- 2008 - V Международная Биеннале Современной медали г. Сейшал, Португалия
- 2009 - три медали были приобретены для постоянной экспозиции Шевченковским Национальным заповедником, Тарасова гора, г. Канев, Украина
- 2010- Международная XXXI  Выставка Медальерного искусства FIDEM г. Тампере, Финляндия
- 2011 - Всеукраинская Триеннале Скульптуры г. Киев, Украина
- 2012 - Международная XXXII  Выставка Медальерного искусства FIDEM г. Глазго, Шотландия
- 2014 - Международная XXXIII  Выставка Медальерного искусства FIDEM г. София, Болгария
- 2016 - Международная XXXIV  Выставка Медальерного искусства FIDEM г. Намюр и г. Гент, Бельгия.
- 2017 - Международный медальерный проект IDENTITY г. Торунь,  Польша
- 2018 - Международная XXXV Выставка Медальерного искусства FIDEM г. Оттава, Канада.